# Red Lion Square

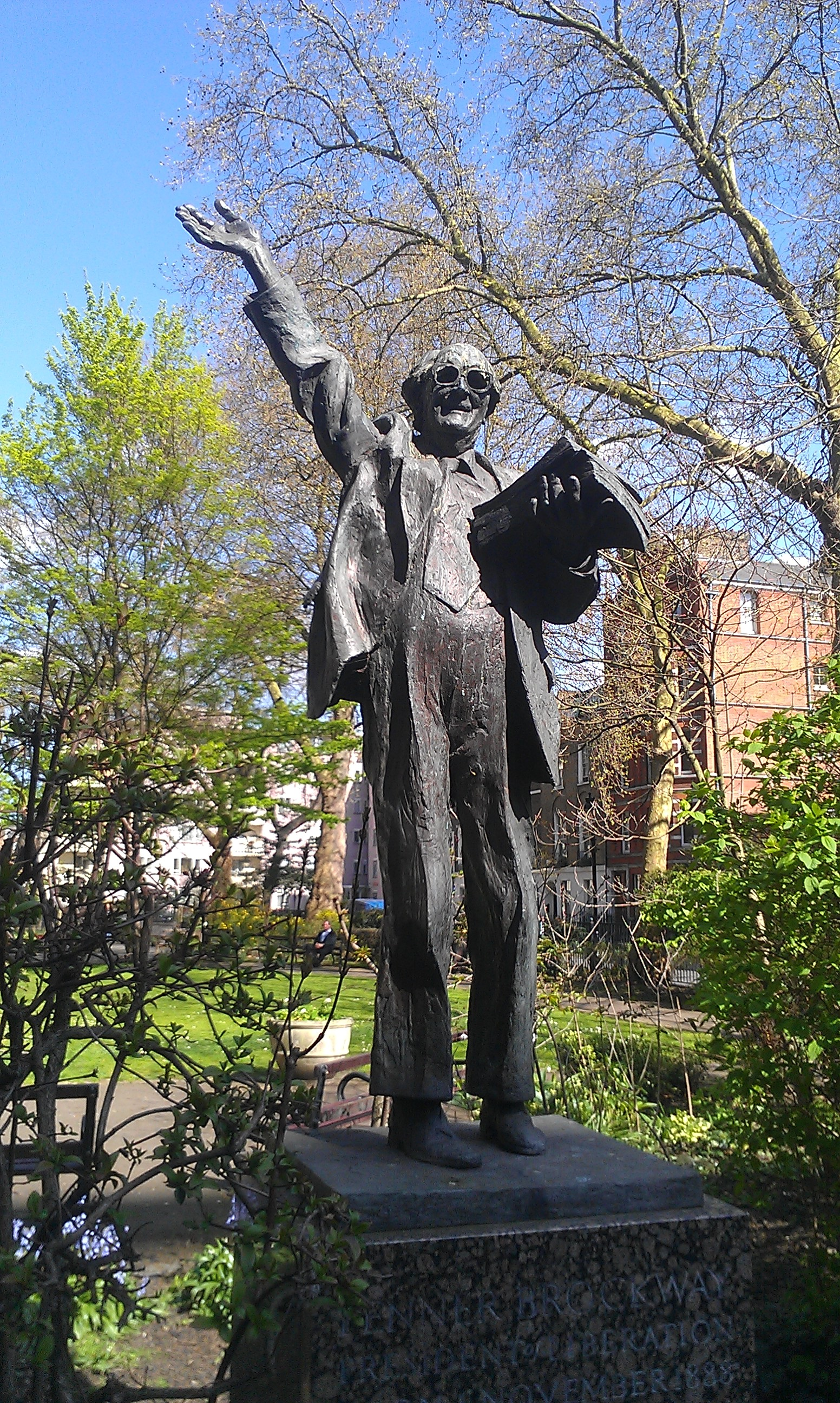
Statue de Fenner Brockway à l'entrée ouest du Red Lion Square.

Red Lion Square est une petite place à Holborn, Londres. La place a été aménagée en 1684 par Nicholas Barbon, prenant son nom du Red Lion Inn.
En 1720, c'était un quartier à la mode : le juge Bernard Hale était un résident de Red Lion Square. Dans les années 1860, au contraire, il était clairement devenu démodé : l'écrivain Anthony Trollope, dans son roman Orley Farm (1862), assure avec humour à ses lecteurs qu'un de ses personnages est parfaitement respectable, bien qu'il habite Red Lion Square.
La pièce centrale du jardin, aujourd'hui, est une statue par Ian Walters de Fenner Brockway, qui a été installée en 1986. Il y a aussi un buste de Bertrand Russell.
La place abrite aujourd'hui le Royal College of Anaesthetists et le College of Emergency Medicine.